# Systur
Systur (исландское произношение: [ˈsɪstʏr]; в переводе с исл. — «Сёстры»), также известный как «Sigga, Beta & Elín» и ранее Tripolia — исландская группа, состоящая из трёх сестёр: Сигридур, Элизабет и Элин Эйторсдоттир. Они представляли Исландию на конкурсе песни Евровидение 2022 в Турине с песней «Með hækkandi sól» после победы на национальном отборочном конкурсе Söngvakeppnin 2022.
Сёстры ранее сотрудничали с DJ Friðfinnur «Oculus» Sigurðsson, с которым они сформировали хаус-группу Sísý Ey в 2011 г.

## История
Сигридур, Элизабет и Элин Эйторсдоттир выросли в Вестурбере и Графарвогуре, Рейкьявик. Их мать — певица Эллен Кристиандоттир, а их отец — композитор и клавишник Эйтор Гунарссон из группы Mezzoforte. Сёстры начали свою музыкальную карьеру в 2011 году в составе группы Sísý Ey, который они назвали в честь своей бабушки. Sísý Ey выпустила свой дебютный сингл «Ain’t Got Nobody» в 2013 году и стала партнёром британского домашнего лейбла Defected Records для «Do It Good» в 2015 году и «Mystified» в 2018 году. Они выступили на фестивале в Гластонбери в 2016 году.
В 2017 году они выпустили свой первый сингл в составе трио под названием «Bounce from the Bottom» под псевдонимом Tripolia.
Помимо музыки, они активисты за права трансгендеров, особенно в отношении трансгендерных детей.

### Евровидение-2022
5 февраля 2022 года Sigga, Beta & Elín были объявлены одними из десяти исполнителей, отобранных RÚV для участия в предстоящем Söngvakeppnin, исландском национальном отборе на Евровидение. Они исполнили свою песню «Með hækkandi sól» в первом полуфинале 26 февраля и вышли в финал 12 марта. Они выиграли соревнование, победив Reykjavíkurdætur в суперфинале, и тем самым завоевали право представлять Исландию на Евровидении 2022 в Турине, Италия.

## Дискография

### Синглы
| Заголовок                                                          | Год  | Высшие позиции в чартах | Альбом             |
| Заголовок                                                          | Год  | ИСЛ                     | Альбом             |
| ------------------------------------------------------------------ | ---- | ----------------------- | ------------------ |
| «Bounce from the Bottom» (как Tripolia)                            | 2017 | —                       | внеальбомный сингл |
| «Með hækkandi sól»                                                 | 2022 | 1                       | Сёнгвакеппнин 2022 |
| «—» обозначает сингл, который не попал в чарты или не был выпущен. |      |                         |                    |

#### В составе Sísý Ey
| Заголовок          | Год  | Альбом             |
| ------------------ | ---- | ------------------ |
| «Ain’t Got Nobody» | 2013 | внеальбомный сингл |
| «Do It Good»       | 2015 | внеальбомный сингл |
| «Mystified»        | 2017 | внеальбомный сингл |
| «Restless»         | 2018 | внеальбомный сингл |

### Появления вне альбомов
| Заголовок                                          | Год  | Альбом        |
| -------------------------------------------------- | ---- | ------------- |
| «Apart» (Kasper Bjørke feat. Sísý Ey)              | 2014 | After Forever |
| «Running» (Hercules and Love affair feat. Sísý Ey) | 2017 | Omnion        |